# Quercus myrsinifolia
Quercus myrsinifolia är en bokväxtart som beskrevs av Carl Ludwig von Blume. Quercus myrsinifolia ingår i släktet ekar, och familjen bokväxter. Inga underarter finns listade.

## Bildgalleri

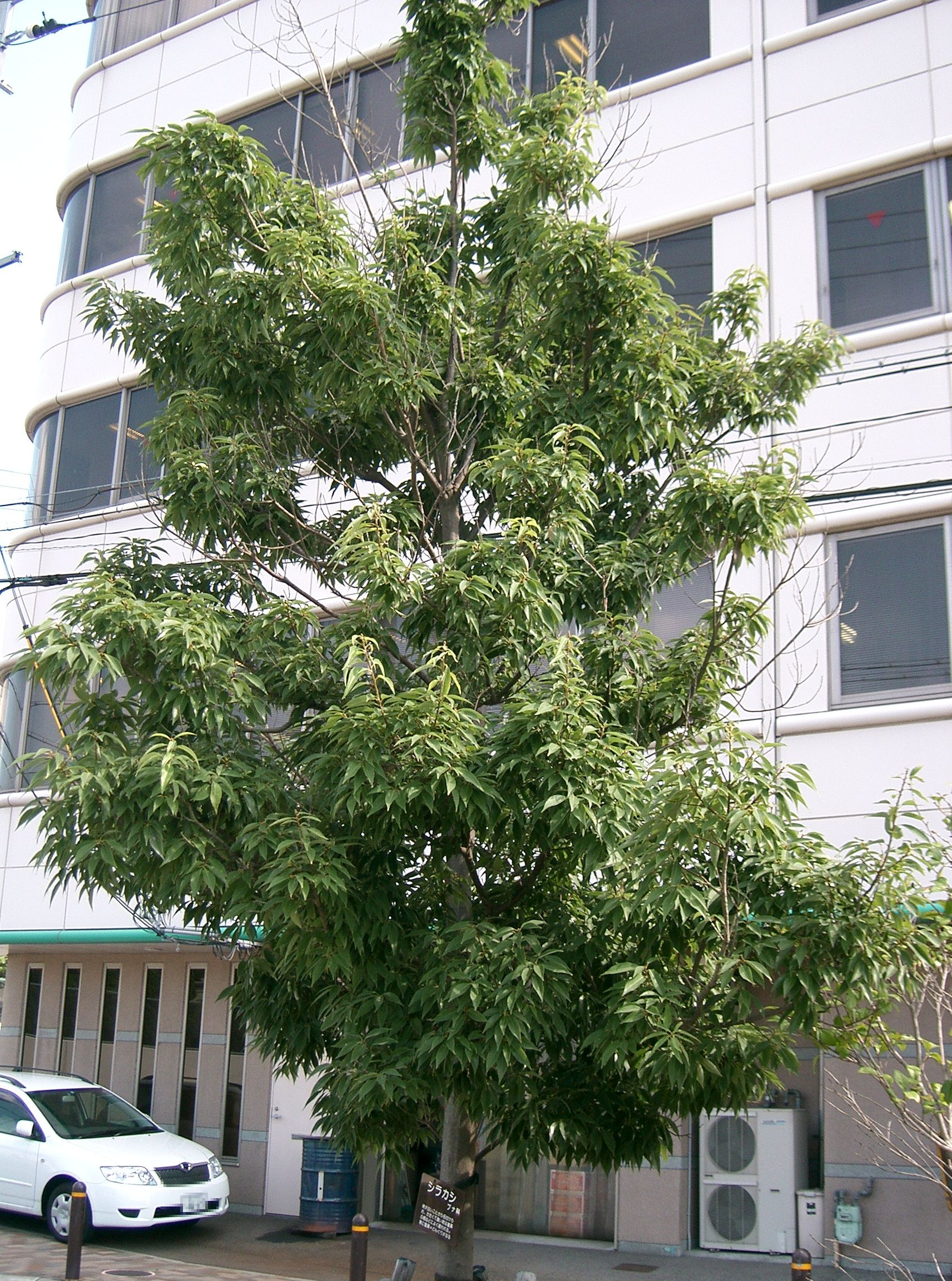
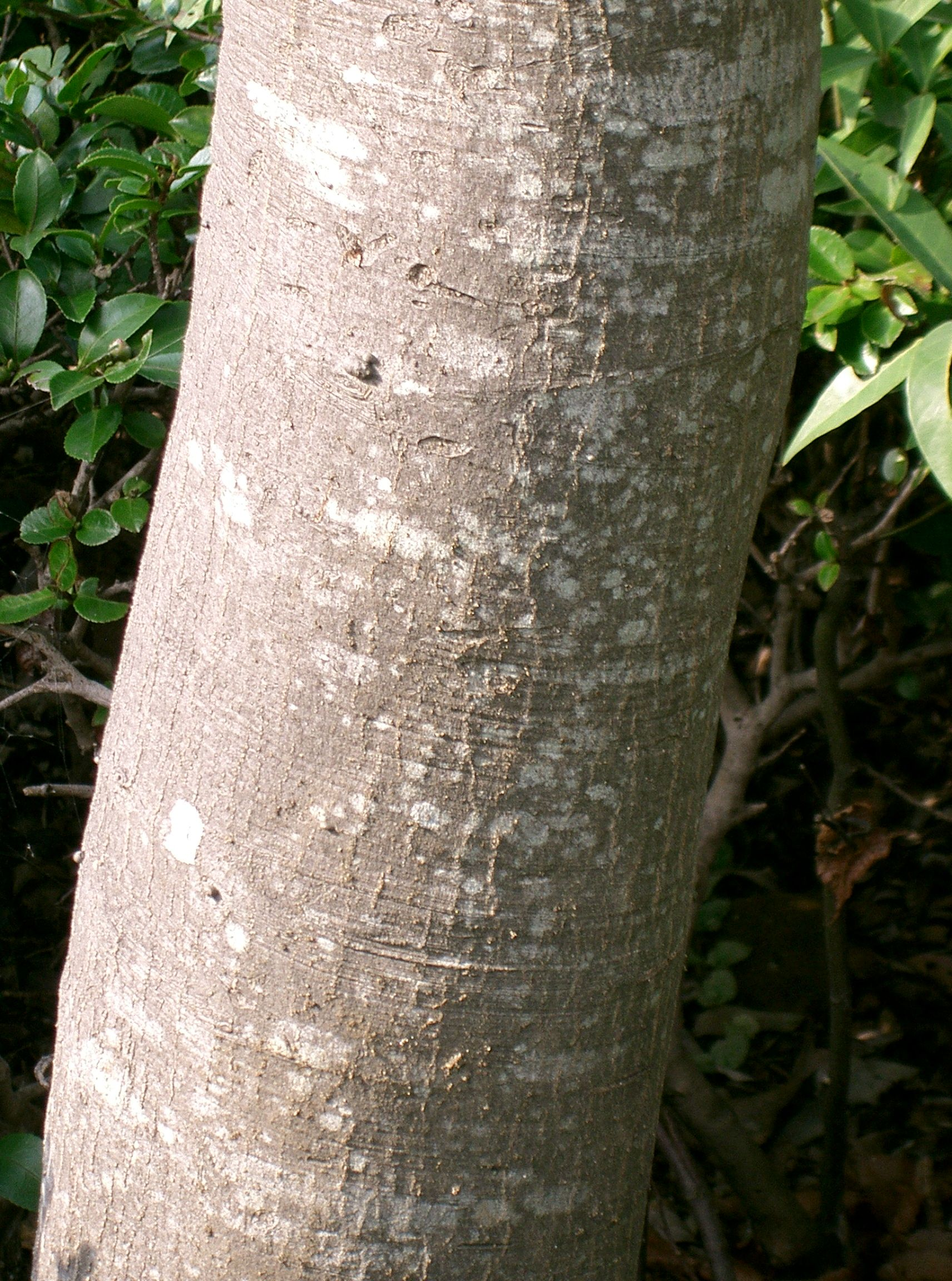
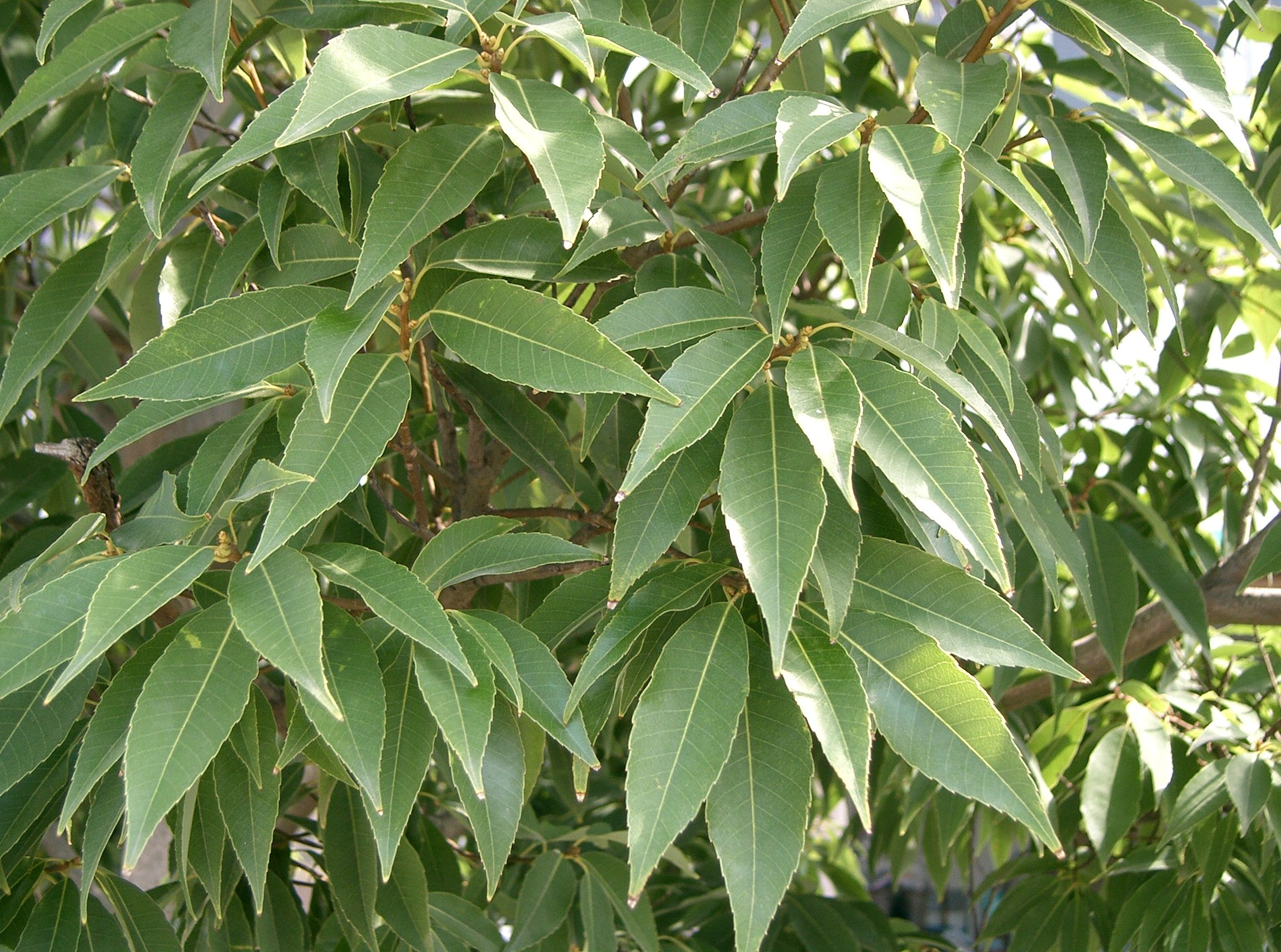
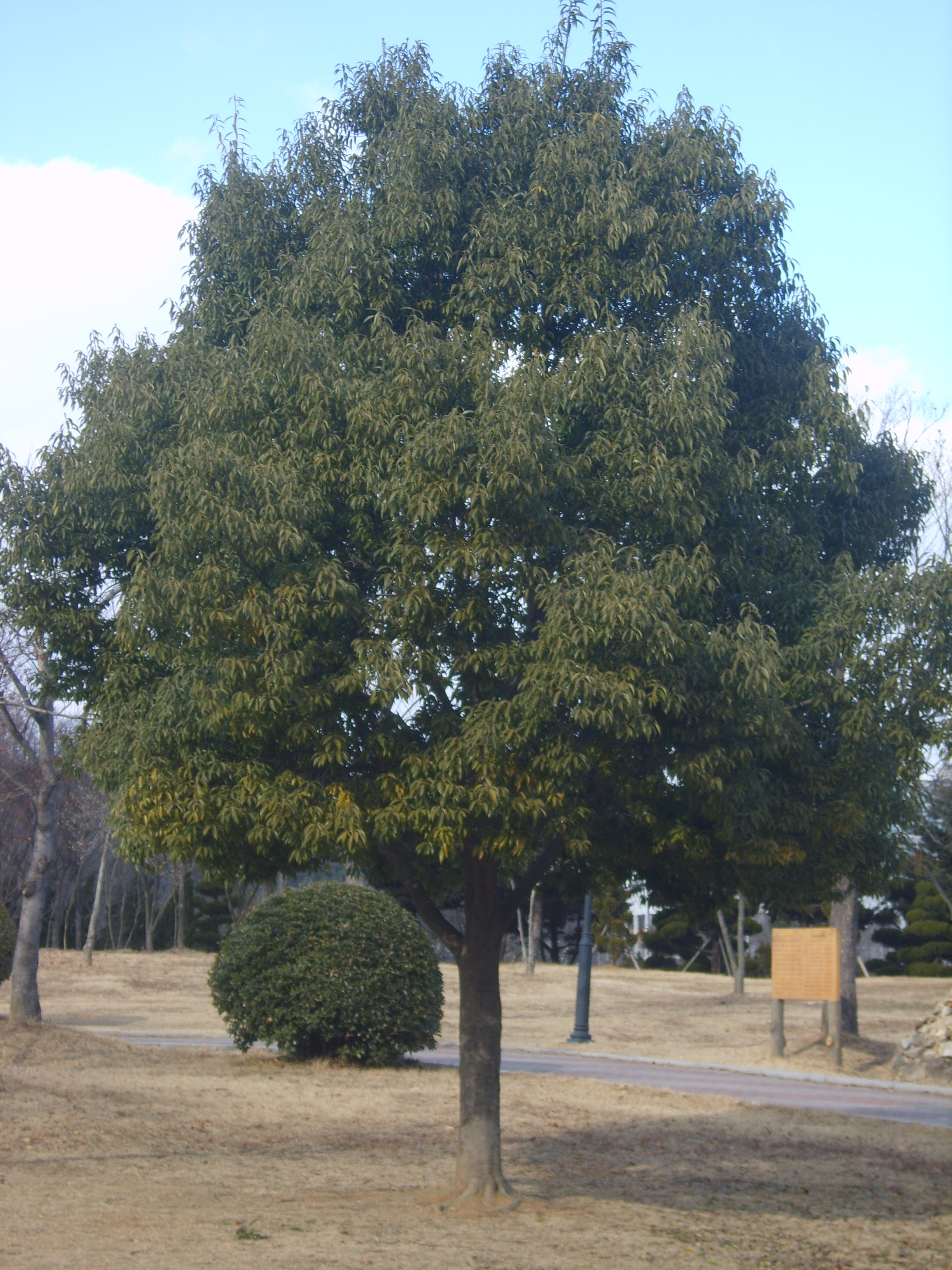
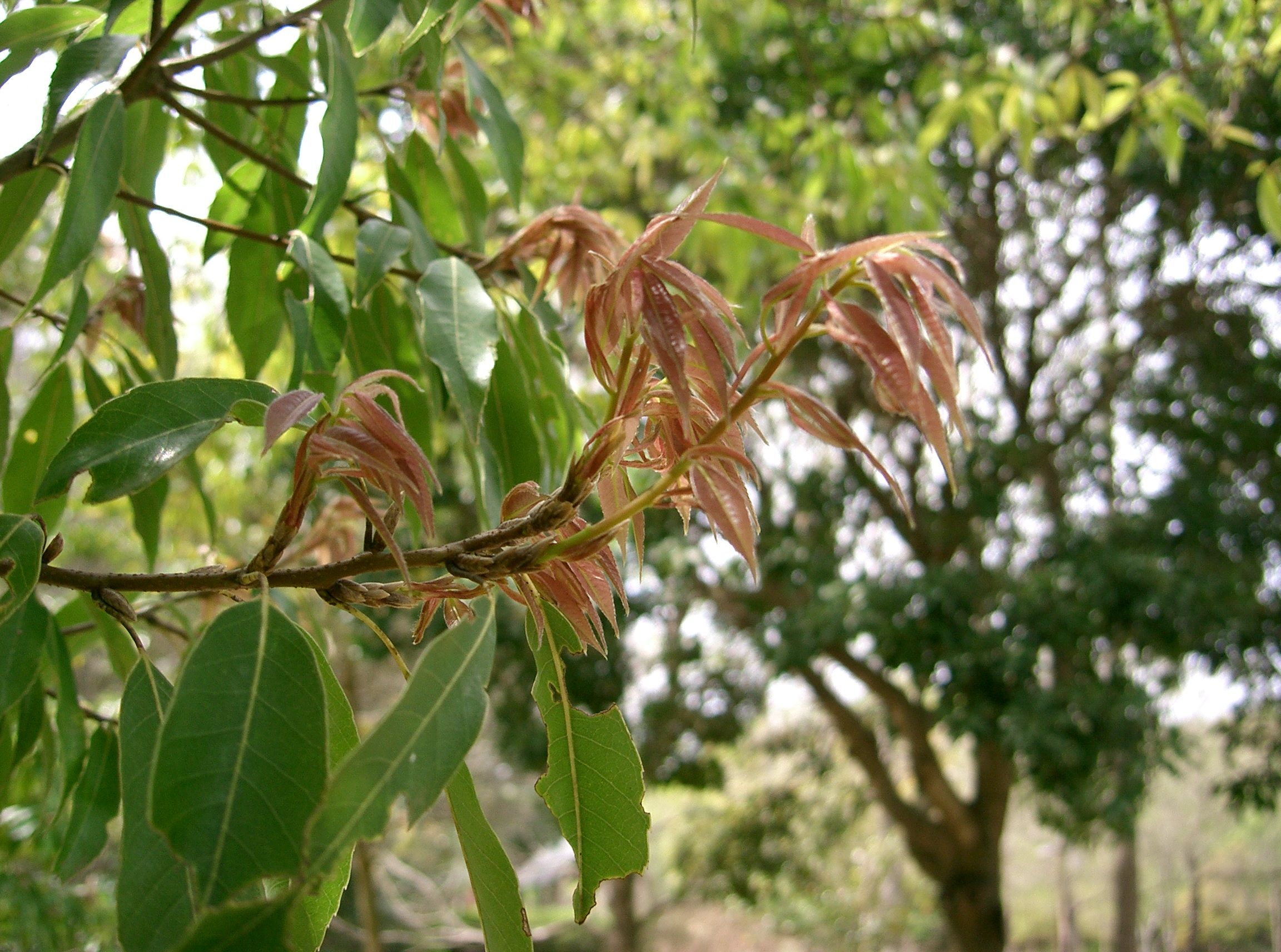
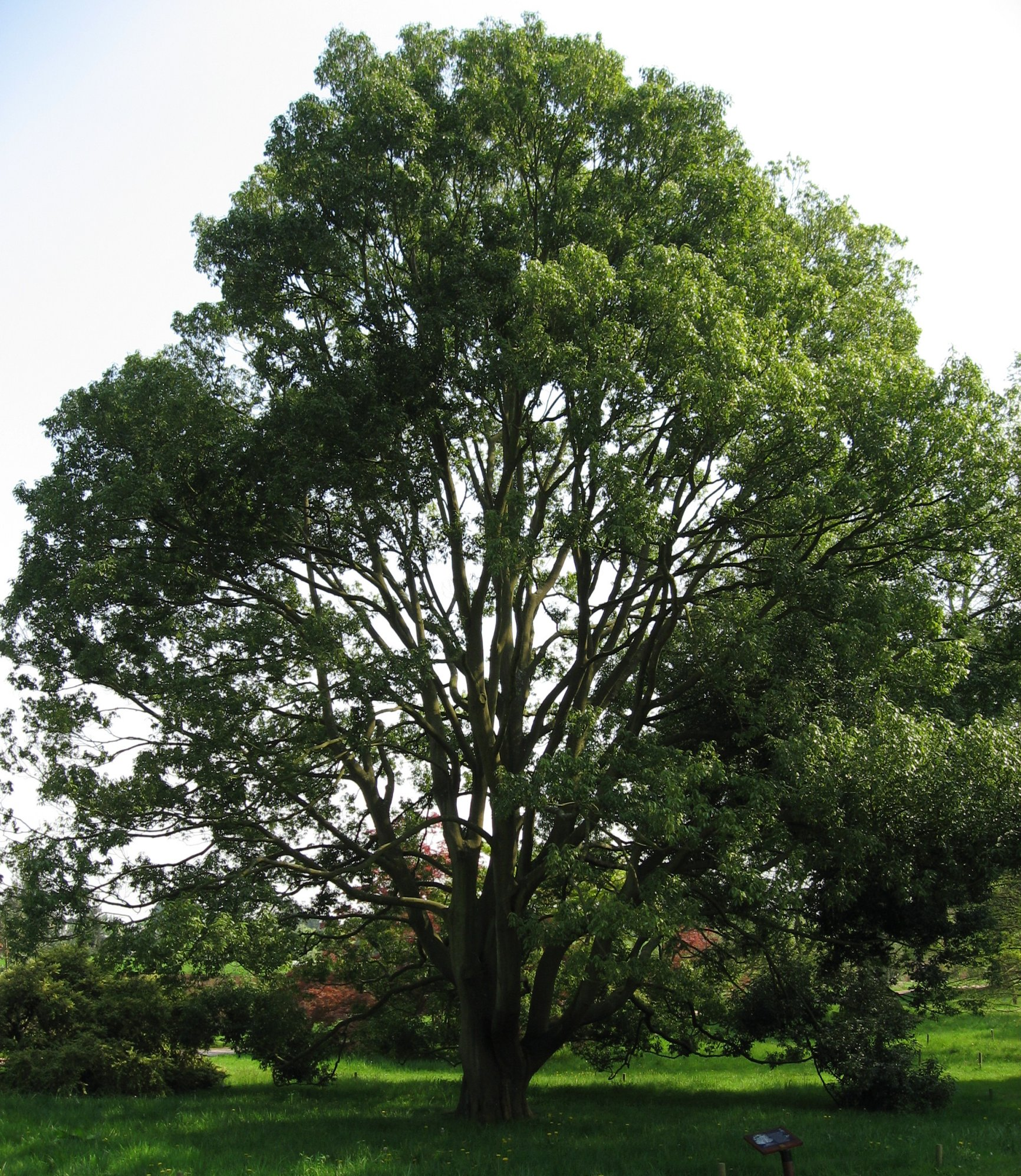